# Igor Snitko
Igor Snitko o Ihor Snitko (en ruso: Ігор Григорович Снітко) (Járkov, Ucrania, 13 de agosto de 1978) es un nadador retirado especializado en pruebas de estilo libre. Fue campeón de Europa en la prueba de 1500 metros libres en el Campeonato Europeo de Natación de 1999.
Representó a Ucrania en los Juegos Olímpicos de Atlanta 1996 y en Sídney 2000.

## Palmarés internacional
| Campeonato Europeo de Natación | Campeonato Europeo de Natación | Campeonato Europeo de Natación | Campeonato Europeo de Natación |
| Año                            | Lugar                          | Medalla                        | Prueba                         |
| ------------------------------ | ------------------------------ | ------------------------------ | ------------------------------ |
| 1997                           | Sevilla ( España)              | Medalla de plata               | 1500 m libre                   |
| 1999                           | Estambul ( Turquía)            | Medalla de oro                 | 1500 m libres                  |